# Видиша (округ)
Видиша (хинди विदिशा जिला; англ. Vidisha) — округ в индийском штате Мадхья-Прадеш. Образован в 1904 году. Административный центр — город Видиша. Площадь округа — 7 371 км². По данным всеиндийской переписи 2001 года население округа составляло 1 214 857 человек. Уровень грамотности взрослого населения составлял 61,8 %, что немного выше среднеиндийского уровня (59,5 %). Доля городского населения составляла 21,4 %.